# سیارک ۲۵
سیارک ۲۵ (به انگلیسی: 25 Phocaea) بیست و پنجمین سیارک کشف شده‌است که در ۶ آوریل ۱۸۵۳ و در مارسی کشف شد.
قدر مطلق سیارک برابر ۷٫۸۳ است.